# Hünenkeller
Der Hünenkeller war eine prähistorische Grabanlage in der Gemarkung des heute zur Stadt Magdeburg gehörenden Stadtteils Westerhüsen.

## Beschreibung
Bei der Grabanlage handelte es sich um ein Großsteingrab, der Typ ist unbekannt. Es dürfte sich auf einem Hügel nordwestlich des Dorfes, vermutlich im Bereich der heutigen Bahnstrecke Magdeburg–Leipzig befunden haben. In seinem Werk Monumentum Magdeburgicum aus dem Jahr 1725 beschreibt Samuel Walther die Anlage als bestehend. Er hielt die vermutlich noch recht umfangreiche Anlage für den „vornehmste Platz der Abgotterey unserer Gegend“. Nach der Beschreibung befand sich das „Stein-Monument vor Westerhüsen auf einem Hügel liegend“. Die örtliche Bevölkerung hätte sich nicht sonderlich für den Hünenkeller interessiert, „zumal da etliche Steine etwas eingesunken“ seien.
Wann genau und aus welchem Anlass der Hünenkeller zerstört wurde, ist unbekannt. Wahrscheinlich wurden die Steine, wie dies auch bei vielen anderen prähistorischen Gräbern der Fall war, als Baumaterial genutzt. Bei Anlage der Eisenbahn im Jahr 1838 war die Grabanlage bereits verschwunden.
Es gab noch einen als Hünenkellerweg bezeichneten Weg, der quer über das Bahngelände verlief und bei Anlage der Bahntrasse verschwand. Beim Bau der Bahnstrecke fand man im Bereich des Hünenkellerweges vorgeschichtliche Gräber, Werkzeuge und Steinäxte. Der Name der Straße Am Hünenkeller weist noch heute auf die alte Grabanlage hin. Möglicherweise geht auch die Sage vom Isis-Tempel in Westerhüsen auf das Vorhandensein des Hünenkellers zurück.